# بارنیگنون
بارنگنان، روستایی از توابع بخش مرکزی شهرستان سوادکوه در استان مازندران در ایران است.

## جمعیت
این روستا در دهستان ولوپی قرار دارد و براساس سرشماری مرکز آمار ایران در سال ۱۳۸۵، جمعیت آن ۸ نفر (۴خانوار) بوده‌است.